# Mark Strickson
Mark Strickson, né le 6 avril 1959 à Stratford-upon-Avon est un producteur anglais connu aussi pour avoir été acteur à la télévision britannique durant les années 1980.

## Jeunesse
Écolier à la King Edward VI Grammar School, la même école à laquelle aurait été William Shakespeare il fut aussi choriste à la Holy Trinity Church où son père, John Strickson, était organiste et chef de chorale. Il fit ses études à la Royal Academy of Dramatic Art de Londres.

## Carrière d'acteur
Débutant en 1982 à la télévision dans des séries comme Strangers ou Juliet Bravo, il obtient assez rapidement un rôle récurrent dans la série dramatique Angels. C'est dans ce rôle qu'il est repéré par le compagnon du producteur John Nathan-Turner qui cherchait un acteur afin de jouer un compagnon dans la série Doctor Who. Ne sachant pas que choisir entre Doctor Who ou Angels, Strickson choisit la première série en constatant l'amateurisme des producteurs d'Angels.

### Doctor Who
En 1982, Mark Strickson est choisi afin de jouer le rôle de Vislor Turlough dans la série Doctor Who. Il s'avère toutefois que les cheveux blonds de Strickson le font ressembler bien trop à Peter Davison qui tient le rôle du 5e Docteur. Afin de mieux les différencier, il fait roussir et couper ses cheveux et est vêtu avec des habits noirs afin de créer un contraste.
Il reste dans le rôle du personnage durant la vingtième et la vingt-et-unième saison en 1983 et 1984. En 1984 il quitte la série à la même époque que les autres acteurs principaux de la série, Janet Fielding et Peter Davison. Strickson a alors l'impression que son personne n'évolue pas à cause du format de 25 minutes de la série qui force à privilégier l'action au détriment de l'implication psychologique.
Encore très lié à la série, Mark Strickson revient faire des commentaires sur les éditions DVD des différents épisodes dans lesquels il est apparu. Dans les années 2000 il rejoue le rôle de Turlough pour des pièces audiophoniques dérivées de la série.

### Après Doctor Who
Après son départ de la série, Strickson joue des petits rôles à la télévision dans des séries télés telles que Bergerac, Strike It Rich!, Casualty et tient le rôle du jeune Ebenezer Scrooge dans une version télévisée d'Un chant de Noël en 1984.

## Carrière de producteur
En 1988, Strickson émigre en Australie afin de suivre sa femme à Armidale. Là, il y étudie la zoologie à l'Université de Nouvelle-Angleterre. Puis il part vivre à Dunedin en Nouvelle-Zélande et revient en 1996 en Angleterre. Passionné par la nature, il commence à produire des films documentaires sur le sujet pour des chaînes telles que Discovery Channel, la BBC, ITV, Channel 4 et Animal Planet. Au milieu des années 2000, il met Steve Irwin, le « chasseur de crocodile », sur le devant de la scène avec des émissions telles que The Ten Deadliest Snakes in the World.

## Vie personnelle
Marié à Julie Brennon, il divorce d'elle pour épouser Delny Britton.

## Sources
- (en) Cet article est partiellement ou en totalité issu de l’article de Wikipédia en anglais intitulé « Mark Strickson » (voir la liste des auteurs).

1. ↑  Stuff.co.nz
2. ↑  (en) « Mawdryn Undead », Shannon Sullivan "A Brief History Of Time (Travel) (consulté le 29 décembre 2014)
3. ↑  (en) « Producer Mark Strickson Joins NHNZ (NHNZ Press Release) », 9 mars 2006